# Імператорська і Королівська Вельможність

Геральдична корона крон-принца Німецької імперії

Імператорська і Королівська Вельможність (англ. абр. HI&RH) — це титул та форма звертання до близького родича монарха (діти, брати/сестри або дружина/чоловік), що володіє титулом Імператорська та Королівська Величність. 
Також цей титул носили ті, хто мав право на два титули одночасно Його Імператорська Вельможність та Його Королівська Вельможність.
Основним прикладом сучасного використання цього рангу є бельгійська королівська родина. HI&RH Лоренц, ерцгерцог Австрійський-Есте, принц Бельгії за народженням є членом Імператорського будинку Габсбургів-Лотарингенів, але після одруження з принцесою Астрід він також став членом бельгійської Королівської родини. Таким чином, їхні діти в даний час використовують стилі HI&RH як члени Королівської родини Бельгії та Імператорського будинку Габсбург-Лотаринген.

## Історія
Титул Його/Її Імператорська Вельможність — це форма звертання, який члени імператорської родини використовують для підкреслення свого імператорського, на відміну від королівського, статусу, щоб показати, що власник походить від імператора, а не від короля. Адже володарі титулу Імператорська Вельможність за рангом вищі за власників титулу Королівська Вельможність.
Одними з перших цей титул почали використовувати члени династії Габсбургів. Князі, які мали титули Імператорського архикнязя Австрійського та крон-принца Богемії й Угорщини почали використовувати титул Імператорської і Королівської Вельможності. Габсбурги, які століттями утримували Корону Священної Римської імперії, почали використовувати ранг Імператорської і Королівської Вельможності лише після створення спадкової Австрійської імперії в 1804 році; до цього члени династії, що не були правлячим монархом, мали титул королівської вельможності. Зараз цей титул неофіційно застосовується до голови династичного будинкку Габсбургів-Лотаринзьких. 
15 листопада 1825 р. було підписано португальсько-бразильську угоду, відповідно до якої син короля португалії Хуана VI, ставав імператором Бразилії Педро I. Після цього король Хуан VI видав закон про зміну свого королівського титулу, щоб включити до нього титул імператора. Король Хуан VI використовував стиль Імператорської та Королівської Вельможності до своєї смерті 10 березня 1826 року.  
Його син - король Португалії Педро IV також використовував цю форму звертання, залишаючись при цьому імператором Бразилії Педро І.
У 1909 році члени династії Орлеанських-Браганза, бразильської імператорської родини, підписали угоду з принцом Філіппом, герцогом Орлеанським (1869–1926), головою будинку Орлеанів (королівська династія Франції), що отримав назву «родинний пакт». Відповідно до цієї угоди члени обох родів зараховувались до французької лінії спадкоємців престолу, з надаванням їм титулу «Королівська вельможність». У поєднанні з більш раннім стилем «Імператорської вельможності», визначеним в Імператорській Конституції Бразилії 1824 р., спадкоємці Голови династичного будинку, що носять титул імператорський принц та старший син голови, що має титул принца Грао-Пара (Prince Grão-Pará), використовують форму звертання «Імператорська і королівська вельможність». Інші князі/княгині гілки Орлеан-Браганза використовують стиль Королівської Вельможності, а члени гілки Сакс-Кобург-Браганза використовують титул Вельможності.
Цей титул використовувався також старшим сином німецького імператора, який був одночасно спадкоємцем престолу німецької імперії та  крон-принцем королівства Пруссії; а також дружиною принца. Він також застосовується до голови династичного будинку Гогенцоллернів, на знак поваги та як титул ґречності, проте, як і всі члени колишніх німецьких шляхетних родин, за законом він вважається простим громадянином Німеччини, який не має ніякого офіційно титулу.